# Adam Korsak
Adam Korsak (Melbourne, 31 de octubre de 1997) es un jugador de fútbol gridiron australiano que juega como punter para los Saskatchewan Roughriders de la Canadian Football League (CFL). Jugó fútbol americano universitario en Rutgers. Poseedor del récord de todos los tiempos de la National Collegiate Athletic Association (NCAA) en despejes de carrera, yardas de despeje y promedio neto de una temporada, fue nombrado ganador de 2022 del premio Ray Guy.

## Primeros años de vida
Korsak nació el 31 de octubre de 1997 en Melbourne, Victoria. Creció en el suburbio de Maribyrnong de Melbourne y jugó al críquet, al fútbol australiano y golf. Fue miembro del equipo de cricket victoriano de menores de 15 años y fue compañero de equipo de Will Pucovski. Korsak asistió al Maribyrnong College y se graduó como parte de la promoción de 2015, después de lo cual estudió en la Universidad de Melbourne durante un año.
En 2016, Korsak asistió al campamento Prokick Australia organizado por Nathan Chapman, y su desempeño allí lo llevó a una oferta de beca deportiva para jugar fútbol americano en la Universidad Rutgers en los EE. UU., que aceptó. Korsak había jugado el videojuego Madden NFL 06, visto varios partidos de los Cleveland Browns y la película Un domingo cualquiera para aprender las reglas del deporte.

## Carrera universitaria
Korsak recibió una calificación de dos estrellas y se colocó como el séptimo mejor pateador reclutado en la clasificación de 247Sports. Durante su primer año en Rutgers, estableció el récord escolar de despeje más largo con una patada de 79 yardas. Comenzó los 12 juegos de ese año, fue nombrado mención de honor en todas las conferencias y registró un récord de equipo con un promedio de despejes netos de 40.1. Korsak totalizó 78 despejes en el año para 3,333 yardas, con un promedio bruto de 42.7 yardas por despeje.
En 2019, Korsak tres veces fue nombrado ganador del premio semanal Ray Guy al mejor apostador a nivel nacional, además de ser semifinalista del premio Ray Guy otorgado al mejor apostador general del año. Apareció en todos los juegos y registró un total de 76 despejes para 3327 yardas, con un largo de 69 con solo dos touchbacks y 31 patadas dentro de los 20, mientras ocupaba el primer lugar en la Big Ten Conference con un promedio neto de 41.5. Después de la temporada, Korsak fue nombrado segundo equipo de todas las conferencias tanto por los entrenadores de la liga como por Associated Press (AP).
Korsak apareció en los nueve juegos durante la temporada 2020 (que se acortó debido a la pandemia de COVID-19), registrando 48 despejes para 2062 yardas (un promedio bruto de 43.0), incluido un largo de 66 sin touchbacks y 21 dentro de la línea de 20 yardas. Tuvo un promedio neto de 42.3, ubicándose noveno a nivel nacional en esa categoría. Fue nombrado co-capitán del equipo con Isiah Pacheco a partir de 2020, un logro poco común para un jugador en su posición y un papel en el que serviría durante el resto de su mandato en Rutgers, y obtuvo los honores del tercer equipo All-Big Ten de la los entrenadores de la liga, así como los honores del segundo equipo de los medios y Phil Steele.
En 2021, Korsak fue titular en los 13 partidos y estableció el récord histórico del fútbol americano universitario con un promedio neto de 45,3. Fue nombrado segundo equipo All-American, primer equipo de todas las conferencias, finalista del premio Ray Guy y Jugador Más Valioso de Rutgers después de publicar 72 patadas para 3,299 yardas. Fue nombrado jugador de la semana de Big Ten Special Teams dos veces y Ray Guy Player of the Week dos veces, con 38 de sus despejes dentro de la yarda 20. Después de la temporada, optó por regresar para un último año.
Korsak fue titular en los 12 juegos en 2022, registrando 75 despejes para 3297 yardas (para un promedio bruto de 44,0), incluidas 32 patadas que aterrizaron dentro de los 20. Ganó dos veces los honores de pateador de la semana, The Sporting News lo nombró primer equipo All-American y, a pesar de haber sido nombrado solo tercer equipo All-Big Ten, fue nombrado ganador del premio Ray Guy como el mejor pateador a nivel nacional. Fue el primer All-American del primer equipo en Rutgers desde 2006 y, al ser ganador del premio Ray Guy, se convirtió en el único jugador de la escuela en ganar un premio nacional en el campo. Sus patadas fueron devueltas para -11 yardas en el año, y en todos los juegos, excepto en uno, no se registraron devoluciones positivas en su contra. Contra Penn State, estableció el récord de todos los tiempos de la National Collegiate Athletic Association (NCAA) en yardas de despeje en su carrera, y también terminó su carrera como el líder de todos los tiempos en despejes, con 15,318 yardas y 349 despejes. Korsak terminó su paso por Rutgers sin bloquear un solo despeje y con una racha de 150 patadas consecutivas sin touchback.

## Carrera profesional
Korsak fue seleccionado en la octava ronda (61 en general) del Draft de la USFL de 2023 por los New Jersey Generals. También fue seleccionado en la primera ronda (tercera en la general) en el Draft global de la CFL de 2023 por los Saskatchewan Roughriders. Después de no ser seleccionado en el Draft de la NFL de 2023, fue invitado a minicampamentos de novatos con los Pittsburgh Steelers y los Kansas City Chiefs. Firmó con los Roughriders el 21 de mayo.

### Citas
1. 1 2 3 4 5  «NFL Draft Profile: Adam Korsak, Punter, Rutgers Scarlet Knights». Sports Illustrated (en inglés). 28 de noviembre de 2022. Archivado desde el original el 21 de abril de 2023. Consultado el 21 de abril de 2023.
2. 1 2 3 4  Auerbach, Nick (11 de septiembre de 2019). «The story of Rutgers, Iowa and the year's most underrated punting performance». The Athletic (en inglés). Archivado desde el original el 21 de abril de 2023. Consultado el 21 de abril de 2023.
3. 1 2  Sargeant, Tom (5 de enero de 2023). «The 'Aussie Assassin' who shattered records on his way to the NFL draft». Fox Sports (en inglés). Archivado desde el original el 21 de abril de 2023. Consultado el 21 de abril de 2023.
4. ↑  «Adam Korsak» (en inglés). Maribyrnong College. Archivado desde el original el 21 de abril de 2023. Consultado el 21 de abril de 2023.
5. ↑  Nalwasky, Chris (13 de abril de 2022). «Punt God Adam Korsak set for one last year of college football». Rivals.com (en inglés). Archivado desde el original el 21 de abril de 2023. Consultado el 21 de abril de 2023.
6. ↑  Hoffman, Jim (12 de julio de 2017). «Commit Alert: Australian Punter Adam Korsak Commits to Rutgers Football». OnTheBanks.com (en inglés). Archivado desde el original el 21 de abril de 2023. Consultado el 21 de abril de 2023.
7. ↑  Deren, Bobby (26 de febrero de 2023). «Rutgers Postseason Top 40 Player Countdown: No.1 Adam Korsak». 247Sports (en inglés).
8. ↑  Cavallo, Michael (28 de enero de 2023). «Adam Korsak to represent Rutgers football at the NFL Combine». USA Today (en inglés). Archivado desde el original el 21 de abril de 2023. Consultado el 21 de abril de 2023.
9. 1 2 3 4 5 6  «Adam Korsak» (en inglés). Rutgers Scarlet Knights. Archivado desde el original el 21 de abril de 2023. Consultado el 21 de abril de 2023.
10. 1 2 3  «Adam Korsak College Stats». Sports-Reference.com. Archivado desde el original el 21 de abril de 2023. Consultado el 21 de abril de 2023.
11. 1 2 3  Schmied, Jake (5 de diciembre de 2019). «Rutgers captures Big Ten honors after conclusion of season». The Daily Targum (en inglés). Archivado desde el original el 21 de abril de 2023. Consultado el 21 de abril de 2023.
12. ↑  Schnyderite, Richard (22 de julio de 2020). «Rutgers Football P Adam Korsak named to Ray Guy Award watchlist». Rivals.com (en inglés). Archivado desde el original el 21 de abril de 2023. Consultado el 21 de abril de 2023.
13. ↑  «Korsak Named to Associated Press All-Big Ten Second Team» (en inglés). Rutgers Scarlet Knights. 11 de diciembre de 2019. Archivado desde el original el 21 de abril de 2023. Consultado el 21 de abril de 2023.
14. ↑  Schnyderite, Richard (28 de julio de 2021). «Rutgers Football punter Adam Korsak named to Ray Guy Award watchlist». Rivals.com (en inglés). Archivado desde el original el 21 de abril de 2023. Consultado el 21 de abril de 2023.
15. ↑  Easton Jr., Ed (2 de marzo de 2023). «Rutgers P Adam Korsak excited by former teammate Isiah Pacheco's NFL success». Yahoo! (en inglés). Archivado desde el original el 21 de abril de 2023. Consultado el 21 de abril de 2023.
16. 1 2 3 4  Patuto, Greg (9 de diciembre de 2022). «Rutgers Football: Adam Korsak wins Ray Guy Award». OnTheBanks.com. Archivado desde el original el 4 de febrero de 2023. Consultado el 21 de abril de 2023.
17. ↑  Kratch, James (13 de diciembre de 2021). «Adam Korsak named Rutgers' 2021 team MVP; other award winners». NJ.com (en inglés). Archivado desde el original el 21 de abril de 2023. Consultado el 21 de abril de 2023.
18. ↑  Lanni, Patrick (14 de abril de 2022). «Leave Rutgers? Not yet. Scarlet Knights' biggest weapon decides to kick that can down the road». NJ.com (en inglés). Archivado desde el original el 21 de abril de 2023. Consultado el 21 de abril de 2023.
19. ↑  «Korsak Named First Team All-America by Sporting News» (en inglés). Rutgers Scarlet Knights. 13 de diciembre de 2022. Archivado desde el original el 11 de enero de 2023. Consultado el 21 de abril de 2023.
20. ↑  Dyer, Kristian (20 de noviembre de 2022). «Watch: Adam Korsak sets the NCAA record for most punting yards in a career». USA Today (en inglés). Archivado desde el original el 21 de abril de 2023. Consultado el 21 de abril de 2023.
21. ↑  Lanni, Patrick (23 de febrero de 2023). «USFL's New Jersey Generals draft ex-Rutgers star». NJ.com (en inglés). Archivado desde el original el 1 de mayo de 2023. Consultado el 1 de mayo de 2023.
22. ↑  Postey, Drew (2 de mayo de 2023). «Riders select Australian punter and Italian lineman in 2023 Global Draft» (en inglés). CTV News Regina. Archivado desde el original el 2 de mayo de 2023. Consultado el 2 de mayo de 2023.
23. ↑  Cohen, Michael (2 de mayo de 2023). «Rutgers' Adam Korsak Invited to Chiefs and Steelers Camps». Fox Sports (en inglés). Archivado desde el original el 12 de mayo de 2023. Consultado el 12 de mayo de 2023.
24. ↑  «Saskatchewan Roughriders sign Australian punter Adam Korsak». American Football International (en inglés). 21 de mayo de 2023.

- Datos: Q117816161